# Peace in the Valley
"There'll be peace in the valley for me" ("Habrá paz en el valle para mí"), también conocida informalmente como "Paz en el valle" es una canción de 1939 escrita por Thomas A. Dorsey, originalmente para Mahalia Jackson. En 1951, una versión de la canción de Red Foley y los Sunshine Boys fue un éxito y estuvo entre las primeras grabaciones de gospel en vender un millón de copias. 
Elvis Presley interpretó la canción al cierre de su tercera y última aparición en The Ed Sullivan Show, que alcanzó 54,6 millones de espectadores. La canción se ha convertido en uno de los diez estándares gospel más conocidos de todos los tiempos y ha sido interpretada y grabada por numerosos artistas.

## Trasfondo y composición
El compositor de blues y gospel Thomas A. Dorsey concibió la canción durante las tensiones previas a la Segunda Guerra Mundial a finales de la década de 1930 mientras viajaba en tren por el sur de Indiana. Al observar caballos, vacas y ovejas pastando juntos en un pequeño valle, Dorsey se preguntó por qué la humanidad no puede vivir en paz.  Con derechos de autor del 25 de enero de 1939 bajo el título "Habrá paz para mí en el valle", la canción a menudo aparece de manera informal como "Paz en el valle". Dorsey pretendía que la canción fuera para Mahalia Jackson, con quien realizó giras intermitentes durante principios de la década de 1950. 

## Versión de Elvis Presley

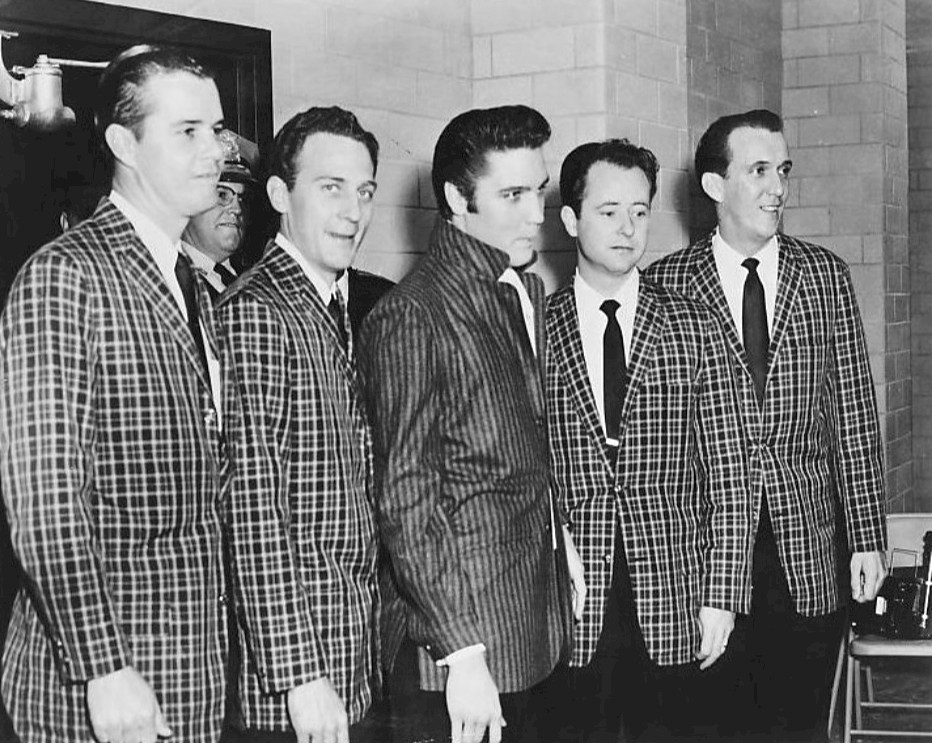
Elvis Presley y el grupo vocal The Jordanaires

Elvis Presley interpretó la canción al final de su tercera y última aparición en The Ed Sullivan Show el 6 de enero de 1957 en contra del consejo de los productores del programa, que no querían que Elvis cantara una canción gospel en la televisión nacional. Presley insistió en cantar la canción, que era una de las favoritas de su madre, y dijo: "No, le dije a mi madre que iba a hacer 'Peace in the Valley' para ella y lo voy a hacer", y Ed Sullivan apoyó su decisión. Al presentar el segmento, Sullivan señaló que Presley eligió la selección porque sentía "profundamente" la reciente crisis que involucró a los refugiados que huyeron de Hungría después de una invasión de la Unión Soviética, y que se necesitaba ayuda inmediata para apoyarlos.
Se ha citado que la interpretación de Presley de la canción cambió la percepción del público sobre Elvis de un rebelde a un joven "totalmente estadounidense". Basándose en la respuesta positiva del público, de la actuación, Presley grabó la canción en el estudio Radio Recorders de Hollywood la semana siguiente, y RCA Records la incluyó como tema principal de un EP lanzado en enero, así como también la incluyó en el primer álbum navideño del cantante lanzado en octubre del mismo año. 
El Elvis Christmas Album resultó ser el más exitoso de todos los ábumes de la carrera de Elvis logrando posicionarse como el álbum navideño más vendido de la historia y alcanzando debido a dichas ventas, la centificación de diamante de la RIAA..

## Otros artistas que grabaron la canción
Otros artistas que grabaron la canción fueron Little Richard,  Sam Cooke, Jo Stafford,en su álbum gospel  Garden of Prayer, Little Richard, en su ábum de 1961 The King of the Gospel Singers, Connie Francis, en su trabajo también de 1961 Sing Along with Connie Francis , Johnny Cash en formato de disco simple George Jones, en su álbum de 1962 album Homecoming in Heaven  Loretta Lynn, Dolly Parton y Tom Brumley, and the Light Crust Doughboys, en el album consagrado al Grammy de  2002  God Is Love: The Gospel Sessions presentando a Ann-Margret 

## En la cultura popular
Lyndon B. Johnson, antes de su muerte, solicitó que se cantara "Peace In The Valley" en su funeral, y Anita Bryant fue elegida para interpretar la canción en la ceremonia en enero de 1969. 
La canción se incluyó en el musical de máquina de discos Million Dollar Quartet que se estrenó en Broadway en la ciudad de Nueva York en abril de 2010. La canción fue cantada por Eddie Clendening, interpretando a Elvis Presley. Además, la canción se incluyó en la grabación original del elenco de Broadway.